# Al Montoya
Álvaro „Al“ Montoya (* 13. Februar 1985 in Glenview, Illinois) ist ein ehemaliger US-amerikanischer Eishockeytorwart. Zwischen 2009 und 2018 bestritt er 168 Partien für sechs Teams in der National Hockey League, wobei er überwiegend in der American Hockey League bei den entsprechenden Farmteams eingesetzt wurde. Er war der erste kubanischstämmige US-Amerikaner, der in der NHL spielte.

## Karriere

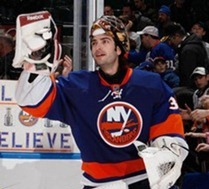
Montoya im Trikot der Islanders (2011)

Montoya spielte in seiner Jugend unter anderem für die Texas Tornado in der North American Hockey League sowie von 2000 bis 2001 für das USA Hockey National Team Development Program. Eine weitere Station war das Eishockeyteam der University of Michigan. Beim NHL Entry Draft 2004 wurde Al Montoya in der ersten Runde an insgesamt sechster Position von den New York Rangers ausgewählt.
Nachdem er bei den New York Rangers im Sommer 2005 einen dreijährigen Einstiegsvertrag unterzeichnet hatte, gab Montoya sein Profidebüt mit New Yorks Farmteam, den Hartford Wolf Pack aus der American Hockey League; mit diesem Team verbrachte er auch den Großteil der folgenden drei Spielzeiten. Insgesamt kam er in 119 Partien für die Wolf Pack zum Einsatz, von denen er 66 Spiele gewann. Am 26. Februar 2008 wurde Montoya von den Rangers gemeinsam mit Marcel Hossa zu den Phoenix Coyotes transferiert, die Blueshirts erhielten im Gegenzug die Spieler Fredrik Sjöström, David LeNeveu und Josh Gratton.
Montoya begann die Saison 2008/09 bei den San Antonio Rampage, Phoenix’ AHL-Farmteam. Spät in der Saison kam der Torwart auch für die Coyotes in der NHL zum Einsatz. In seinem ersten Spiel in der National Hockey League gelang ihm bei einer Partie am 1. April 2009 gegen die Colorado Avalanche ein Shutout. Insgesamt absolvierte Al Montoya fünf Spiele für die Phoenix Coyotes in der Saison 2008/09. Die Saison 2009/10 verbrachte er komplett als Ersatztorhüter der Rampage in der American Hockey League.
Am 9. Februar 2011 wurde Montoya im Austausch für ein Sechstrunden-Wahlrecht im NHL Entry Draft 2011 an die New York Islanders abgegeben. Nachdem die Torhüter Rick DiPietro und Kevin Poulin verletzungsbedingt ausgefallen waren, kam Montoya in 21 Begegnungen für die Islanders zum Einsatz, dabei gelangen ihm neun Siege sowie eine Fangquote von 92,1 Prozent und ein Shutout. Am 29. März 2011 verlängerten die Islanders seinen Vertrag um ein Jahr.
Im Juli 2012 wurde Montoya als Free Agent von den Winnipeg Jets unter Vertrag genommen. Nach zwei Jahren in Winnipeg wechselte er im Juli 2014 zu den Florida Panthers. Die Panthers verlängerten seinen Vertrag nach der Saison 2015/16 nicht, sodass er sich im Juli 2016 als Free Agent den Canadiens de Montréal anschloss. Bei den Canadiens verbrachte er knapp eineinhalb Jahre als Backup von Carey Price, bevor er diese Position an Antti Niemi verlor und in der Folge im Januar 2018 an die Edmonton Oilers abgegeben wurde. Montréal erhielt im Gegenzug ein Viertrunden-Wahlrecht für den NHL Entry Draft 2018, woraus ein Wahlrecht für die fünfte Runde wird, sofern Montoya weniger als sieben Spiele für die Oilers absolviert. Dies erfüllte sich in der Folge nicht.
Im Rahmen der Vorbereitung auf die Saison 2018/19 verlor Montoya seinen Platz im NHL-Aufgebot an den neu verpflichteten Mikko Koskinen, sodass er die gesamte Spielzeit bei den Bakersfield Condors in der AHL verbrachte. Anschließend wurde sein auslaufender Vertrag im Sommer 2019 nicht verlängert, was in der Folge das Ende seiner aktiven Karriere bedeutete.

### International
Montoya vertrat sein Heimatland sowohl im Junioren- als auch Seniorenbereich.
Sein erstes internationales Turnier bestritt er bei der U20-Junioren-Weltmeisterschaft 2004, als die US-amerikanische Mannschaft im Finale Kanada bezwang und die Goldmedaille errang. Montoya hatte mit seinen Leistungen großen Anteil an dem Erfolg. So wurde er zum besten Torhüter gewählt, ins All-Star-Team berufen und wies zudem die höchste Fangquote und den geringsten Gegentorschnitt unter allen Torhütern auf. Ein Jahr später wurde er bei der U20-Junioren-Weltmeisterschaft 2005 Vierter mit den US-Amerikanern, nachdem sowohl das Halbfinale als auch Spiel um den dritten Platz verloren gingen.
Für die Senioren bestritt der Torhüter die Weltmeisterschaften der Jahre 2009 und 2011. Nachdem er 2009 hinter Robert Esche zu einem Einsatz beim 6:2-Sieg gegen Frankreich gekommen war und den vierten Platz mit den USA belegt hatte, wurde er 2011 Achter. Diesmal kam er vier Mal zum Einsatz und absolvierte ebenso viele Spiele wie Ty Conklin, mit dem er sich den Posten im Tor teilte.

## Erfolge und Auszeichnungen
| - 2003 CCHA All-Rookie Team - 2003 CCHA All-Tournament-Team - 2003 Mason-Cup-Gewinn mit der University of Michigan - 2004 CCHA Second All-Star-Team | - 2004 NCAA West Second All-American Team - 2005 Mason-Cup-Gewinn mit der University of Michigan - 2006 Teilnahme am AHL All-Star Classic |

### International
| - 2004 Goldmedaille bei der U20-Junioren-Weltmeisterschaft - 2004 Bester Torhüter der U20-Junioren-Weltmeisterschaft - 2004 All-Star-Team der U20-Junioren-Weltmeisterschaft | - 2004 Geringster Gegentorschnitt bei der U20-Junioren-Weltmeisterschaft - 2004 Höchste Fangquote bei der U20-Junioren-Weltmeisterschaft |

## Karrierestatistik

### International
Vertrat die USA bei:
- U20-Junioren-Weltmeisterschaft 2004
- U20-Junioren-Weltmeisterschaft 2005
- Weltmeisterschaft 2009
- Weltmeisterschaft 2011

(Legende zur Torhüterstatistik: GP oder Sp = Spiele insgesamt; W oder S = Siege; L oder N = Niederlagen; T oder U oder OT = Unentschieden oder Overtime- bzw. Shootout-Niederlage; Min. = Minuten; SOG oder SaT = Schüsse aufs Tor; GA oder GT = Gegentore; SO = Shutouts; GAA oder GTS = Gegentorschnitt; Sv% oder SVS% = Fangquote; EN = Empty Net Goal; 1 Play-downs/Relegation; Kursiv: Statistik nicht vollständig)